# Internet Explorer扩展
微软的Internet Explorer（IE）浏览器支持各种扩展来让开发人员丰富浏览器的功能。IE扩展的类型包括界面扩展、内容扩展、功能扩展等。
在界面扩展方面，IE允许开发人员在浏览器中的标准菜单和工具栏中增加菜单项和按钮。IE也允许开发人员在IE窗口中划分出一块水平或者垂直的区域用以显示自定义内容，例如MSN工具栏、必应工具栏、Google工具列和Internet Explorer开发人员工具等等。IE 8新增了加速器扩展类型，允许网站方便的安装上下文菜单的扩展，以及网页快讯，允许网站提供可以在工具栏中显示的信息的订阅服务。
在内容扩展方面，IE允许开发人员在页面上下文中运行非HTML代码。举例来说，Windows Media Player和Adobe Flash Player这样的ActiveX和Java小程序可以被网页设计师用来播放视频和提供丰富的交互用户功能，而Microsoft Word、Microsoft Excel和Adobe Reader这样的ActiveX文档服务器可以让网页设计师在浏览器中显示其他程序提供的界面。
微软提供很多接口让开发人员能够为浏览器增加功能，举例来说，浏览器帮助对象可以控制IE的很多方面，被金山网盾、諾頓網絡安全大師和雅虎助手用来访问提供安全和防弹出广告功能，而Skype的点击拨打插件则通过浏览器帮助对象来改变网页上的电话号码文字的点击行为。对于微软没有在IE中支持的图像、音频和视频格式，微软也提供接口让第三方可以提供自己的解码实现。另外，微软还公开了IE的下载接口，使得开发人员可以开发替换IE下载功能的下载管理器，例如迅雷、QQ旋风、网络蚂蚁等。在IE 8中，微软又引入了搜索提供者扩展，允许用户自定义IE8的搜索框使用的搜索引擎。
在增强浏览器功能的同时，IE的各种扩展也降低了浏览器的性能和稳定性。微软于2010年发布《IE8性能调查白皮书》，称有七成的浏览器崩溃由插件造成。IE6 Sp2开始，微软在浏览器中提供加载项管理功能，允许用户方便地启用和禁用计算机上安装的插件。IE9开始，新安装的加载项需要用户确认才可以启用。在Windows RT中，微软取消了对加载项的支持。
微软官方的扩展画廊在http://www.iegallery.com （页面存档备份，存于）。